# Филоненко, Виктор Иосифович
Виктор Иосифович Филоненко (19 ноября [1 декабря] 1884, Тула — 30 сентября 1977, Пятигорск, Ставропольский край) — русский и советский учёный-филолог, востоковед; кандидат филологических наук (1938), профессор (1938).
Автор многих научных работ.

## Биография
Родился 19 ноября 1884 года в Туле.
В 1903 году окончил Тульскую гимназию; в 1908 году — арабо-персидско-турецко-татарское отделение факультета восточных языков Петербургского университета и в 1909 году — словесное отделение историко-филологического факультета этого же университета.
По окончании университета, в 1909—1915 годах преподавал русский язык и словесность в Мариинской женской гимназии в Уфе. В 1915 году избран членом Таврической учёной архивной комиссии. В 1915—1917 годах — преподаватель Симферопольской мужской гимназии, директор Симферопольской татарской учительской школы.
В 1921—1925 годах — приват-доцент кафедры персидского языка восточного факультета Крымского университета (Таврический национальный университет), в 1925 году был утвержден профессором кафедры персидского языка. В 1925—1935 годах — профессор (с 1925 по 1929 год — заведующий отделением татарского языка и культуры) Крымского государственного педагогического института (Таврический национальный университет), одновременно — научный сотрудник Крымского научно-исследовательского института по секции антропологии и этнографии.
С 1935 года Виктор Филоненко — научный сотрудник Каракалпакского научно-исследовательского института, заведующий кафедрой языкознания Каракалпакского педагогического института в Турткуле (ныне Нукусский государственный педагогический институт). В 1936—1945 годах — заведующий кафедрой русской литературы Кабардинского педагогического института в Нальчике (ныне Кабардино-Балкарский государственный университет имени Х. М. Бербекова). С 1945 года — профессор, заведующий кафедрой языкознания и русского языка Пятигорского педагогического института (ныне Пятигорский государственный университет).
Был репрессирован в 1943 году из-за связей с Н. Н. Поппе, освобождён в октябре 1945 года.
Умер 30 сентября 1977 года в Пятигорске.